# Sapignies
Sapignies är en kommun i departementet Pas-de-Calais i regionen Hauts-de-France i norra Frankrike. Kommunen ligger i kantonen Bapaume som tillhör arrondissementet Arras. År 2022 hade Sapignies 194 invånare.

## Befolkningsutveckling
Antalet invånare i kommunen Sapignies
| Referens: INSEE |